# Административно деление на Швеция
| N  | Лени                | Карта на Кралство Швеция |
| 1  | Лен Готлан          | Лени в Кралство Швеция   |
| 2  | Лен Сконе           | Лени в Кралство Швеция   |
| 3  | Лен Блекинге        | Лени в Кралство Швеция   |
| 4  | Лен Калмар          | Лени в Кралство Швеция   |
| 5  | Лен Крунубери       | Лени в Кралство Швеция   |
| 6  | Лен Халанд          | Лени в Кралство Швеция   |
| 7  | Лен Йоншьопинг      | Лени в Кралство Швеция   |
| 8  | Лен Йостерйотланд   | Лени в Кралство Швеция   |
| 9  | Лен Вестра Йоталанд | Лени в Кралство Швеция   |
| 10 | Лен Вермланд        | Лени в Кралство Швеция   |
| 11 | Лен Йоребру         | Лени в Кралство Швеция   |
| 12 | Лен Сьодерманланд   | Лени в Кралство Швеция   |
| 13 | Лен Вестманланд     | Лени в Кралство Швеция   |
| 14 | Лен Стокхолм        | Лени в Кралство Швеция   |
| 15 | Лен Упсала          | Лени в Кралство Швеция   |
| 16 | Лен Даларна         | Лени в Кралство Швеция   |
| 17 | Лен Йевлебори       | Лени в Кралство Швеция   |
| 18 | Лен Йемтланд        | Лени в Кралство Швеция   |
| 19 | Лен Вестернорланд   | Лени в Кралство Швеция   |
| 20 | Лен Вестерботен     | Лени в Кралство Швеция   |
| 21 | Лен Норботен        | Лени в Кралство Швеция   |
| -- | ------------------- | ------------------------ |

Кралство Швеция се разделя на 21 основни административни области, наречени лени (на шведски: län). Всяка област се управлява от администрация назначена от правителството и органи на местното самуправление, избиран от населението. Обособяването на лените като административни единици става през 1634 г., когато по инициатива на граф Аксел Уксенхерна се извършва преобразуване на тогавашните исторически земи и провинции в лени. Границите на лените съвпадат значително с тези на историческите провинции, като разликите са продукт на интересите на шведската корона.
Областите (лените), административно са разделени на общини - комун (на шведски: kommun). От 2004 г. в Швеция има общо 290 общини.
Комисията Ansvarskommittén по поръчение на парламента разглежда възможността областите да се обединят. Текущото предложение (от 23 септември 2005 г.) е за 9 региона, и ако бъде прието може да влезе в сила около 2015 г.

## Управление на лените
Всеки лен се управлява от областна административна комисия (на шведски: länsstyrelse) оглавявана от губернатор (на шведски: landshövding), както и от областен съвет (на шведски: landsting). Областната административна комисия се назначава от правителството за координация на администрацията и приоритетното спазване на целите на правителството. Областния съвет е избиран пряко от населението и е форма на регионално управление, занимаващо се с проблемите на здравеопазването, регионалния транспорт, образование и култура. Някои други правителствени организации са също организирани на областен признак, като например полицията, бюрата по труда, социалните осигурителни институти и лесовъдните отдели.

## Историческо деление
Въпреки че официално не се ползват от почти четири века, историческите земи (на шведски: landsdelar) и провинции (на шведски: landskap) продължават да се използват в ежедневието. Тези подразделения нямат полтическа или статистическа функция, но носят определена културно-историческа идентичност. Провинциите са притежавали своя юридическа система и често са имали различия в културен и дори религиозен аспект. Например историческата провинция Смоланд е обединявала по-малки провинции в които погребалните церемонии от времето преди викингите са се различавали.
Исторически първото деление на Швеция е на три отделни исторически земи: Йоталанд, разположена в южната и западна част на страната, Свеаланд в централната и източна част и Норланд на север. Имената на първите две исторически земи са заимствани от племената населявали тези региони. Трите исторически земи не носят административна тежест, но се използват почти всекидневно в прогнозата за времето или в туристическите бюлетини. Границите на тези земи се променят с времето, като по-съществените промени са през 1658 г.(преминаване към Шведско владение на няколко провинции) и през 1812 г. (загубата на Финландия след края на Финската война).

### Бивши лени
Няколко лени са загубили административно значение, като последица от административни реформи. Такива са:
- Скарабори, Гьотеборг и Бухус и Елвсбори (сляти в Вестра Йоталанд през 1999 г.)
- Копарбери (преименуван на Даларна през 1999 г.)
- Малмьохус и Криханстад (сляти в Сконе през 1997 г.)
- Норланд (през 1645 г.разделен на Вестерботен, Хюдиксвал и Херньосанд)
- Нюшьопинг, Грипсхолм и Ескилстюнахус (обединени през 1683 г. в Сьодермалмланд)
- Нерке (преименуван на Йоребру)
- Херньосанд (1645–1654, формирал Вестернорланд)
- Хюдиксвал (1645–1654, формирал Йевлебори)
- Град Стокхолм (1634-1967, обособил Стокхолм)
- Свартшьо (1786–1809, обединен със Стокхолм)
- Йоланд (1819–1826, обединен с Калмар)